# Ligue mondiale de volley-ball
Pour les articles homonymes, voir Ligue mondiale.
La Ligue mondiale de volley-ball est une ancienne compétition officielle de volley-ball qui, chaque été entre 1990 à 2017, a réuni sur invitation les meilleures équipes mondiales grâce aux primes distribuées et à la prise en charge des frais de séjours et de déplacement par l'organisateur. En contrepartie, chaque fédération nationale s'engageait à présenter des garanties d'une part sur la participation des meilleurs joueurs, et d'autre part sur la couverture des événements (TV, presse). 
Cette compétition n'entrait pas en conflit avec les Championnats du monde ou les Jeux olympiques, chaque compétition ayant sa portée propre. Depuis 2018, elle a laissé sa place à la Ligue des nations.

## Historique
En 1986 s'est déroulé à Prague le 2e Congrès mondial de la Fédération internationale de volley-ball, présidée par l'avocat mexicain Ruben Acosta. Parmi les décisions prises, il y eut celle de la création d'une « Ligue mondiale masculine », compétition qui regrouperait les meilleures équipes du monde (dix à l'origine, puis désormais seize). La principale différence avec un championnat du monde est la prime offerte au vainqueur : 200 000 $ à l'origine (portée à 20 millions $ en 2006).
À compter de 2010, 14 équipes participantes sont invitées et 2 se qualifient à travers des éliminatoires. Auparavant, il n'y avait pas de système de qualification puisque toutes les participants étaient invités par la FIVB. Elles sont réparties en 4 poules de 4 équipes.
1. Le Premier tour (tour intercontinental) dure 6 semaines durant lesquelles chaque équipe joue deux matches contre la même équipe durant le même week-end. Trois de ces doubles confrontations se déroulent à domicile, les trois autres à l'extérieur. Chaque équipe arrive donc à un total de 12 matches (3x2 matches à domicile + 3x2 matches à l'extérieur), pour un total de 96 matches joués dans le cadre de ce premier tour.
2. Les équipes qualifiées (les vainqueurs de poule et le pays organisateurs plus d'autres équipes ayant fini deuxième ou choisies par l'intermédiaire de wild card selon les éditions) sont alors réparties en deux poules (E et F).
3. À la suite de ces matches, les deux premières équipes se rencontrent lors des demi-finales : le premier de la poule E joue contre le deuxième de la poule F et inversement.
4. Les deux vaincus jouent la petite finale et les vainqueurs se disputent le titre.

À noter : la phase finale se déroule en 5 jours, c’est-à-dire que les équipes enchaînent les matches de poules, puis éventuellement demi-finale et finale sans interruption.

## Apparitions
Voici la liste des équipes ayant participé aux différentes éditions de la Ligue mondiale ainsi que leurs années de compétition. Les équipes de Serbie et de Russie sont considérées comme les héritières du passé des équipes respectives de Yougoslavie d'URSS . Le Brésil et l'Italie ont disputé toutes les éditions de la Ligue mondiale.
| Pays                                          | Participations | Années                                            | Meilleure performance                     |
| --------------------------------------------- | -------------- | ------------------------------------------------- | ----------------------------------------- |
| Brésil                                        | 28             | 1990-2017                                         | · (1993, 2001, 2003-2007, 2009-2010)      |
| Italie                                        | 28             | 1990-2017                                         | · (1990-1992, 1994-1995, 1997, 1999-2000) |
| URSS Russie                                   | 26             | 1990-1991, 1992-2003, 2006-2017                   | · (2002, 2011, 2013)                      |
| Cuba                                          | 26             | 1991-2016                                         | (1998)                                    |
| Japon                                         | 24             | 1990-1997, 2001-2009, 2011-2017                   | 6e (1990, 1993, 2008)                     |
| France                                        | 22             | 1990-1992, 1999-2017                              | · (2015, 2017)                            |
| Pays-Bas                                      | 21             | 1990-2003, 2009-2010, 2013-2017                   | (1996)                                    |
| États-Unis                                    | 20             | 1990-1995, 2000-2001, 2006-2017                   | · (2008, 2014)                            |
| RF de Yougoslavie Serbie-et-Monténégro Serbie | 20             | 1997-1998, 2000-2017                              | (2016)                                    |
| Pologne                                       | 20             | 1998-2017                                         | (2012)                                    |
| Bulgarie                                      | 20             | 1994-1998, 2003-2017                              | 4e (1994, 2004, 2006, 2012, 2013)         |
| Argentine                                     | 19             | 1996-2002, 2005-2007, 2009-2017                   | 4e (2011)                                 |
| Corée du Sud                                  | 19             | 1991-1995, 1997-1998, 2006-2017                   | 6e (1995)                                 |
| Chine                                         | 18             | 1990, 1992-1997, 2002, 2004, 2006-2010, 2014-2017 | 6e (1996)                                 |
| Espagne                                       | 15             | 1995-2004, 2008, 2014-2017                        | 5e (1999, 2002, 2003)                     |
| Portugal                                      | 13             | 1999, 2001-2006, 2011-2017, 2017                  | 5e (2005)                                 |
| Allemagne                                     | 13             | 1992-1994, 2001-2003, 2010-2014, 2017-2017        | 5e (2012)                                 |
| Grèce                                         | 13             | 1993-1996, 1998, 2001-2005, 2015-2017             | 5e (2004)                                 |
| Finlande                                      | 13             | 1993, 2006-2017                                   | 7e (2007)                                 |
| Canada                                        | 11             | 1991-1992, 1999-2000, 2007, 2012-2017             | 3e (2017)                                 |
| Venezuela                                     | 9              | 2001-2003, 2005, 2008-2009, 2015-2017             | 7e (2005)                                 |
| Égypte                                        | 7              | 2006-2008, 2010, 2015-2017                        | 13e (2006, 2007, 2008)                    |
| Iran                                          | 5              | 2013-2017                                         | 4e (2014)                                 |
| Australie                                     | 5              | 1999, 2014-2017                                   | 5e (2014)                                 |
| Tchéquie                                      | 5              | 2003, 2014-2017                                   | 4e (2003)                                 |
| Belgique                                      | 4              | 2014-2017                                         | 7e (2017)                                 |
| Porto Rico                                    | 4              | 2011, 2014-2016                                   | 16e (2011)                                |
| Turquie                                       | 4              | 2014-2017                                         | 16e (2016)                                |
| Slovaquie                                     | 4              | 2014-2017                                         | 19e (2017)                                |
| Mexique                                       | 4              | 2014-2017                                         | 26e (2014)                                |
| Tunisie                                       | 4              | 2014-2017                                         | 28e (2014)                                |
| Monténégro                                    | 3              | 2015-2017                                         | 22e (2015)                                |
| Kazakhstan                                    | 3              | 2015-2017                                         | 28e (2015)                                |
| Slovénie                                      | 2              | 2016-2017                                         | 13e (2017)                                |
| Taïwan                                        | 2              | 2016-2017                                         | 28e (2016)                                |
| Qatar                                         | 2              | 2016-2017                                         | 31e (2016, 2017)                          |
| Estonie                                       | 1              | 2017                                              | 25e (2017)                                |
| Autriche                                      | 1              | 2017                                              | 29e (2017)                                |

## Palmarès
| Année | Vainqueur  | Finaliste            | Troisième            | Quatrième         | Lieu de la phase finale                                                                  |
| ----- | ---------- | -------------------- | -------------------- | ----------------- | ---------------------------------------------------------------------------------------- |
| 1990  | Italie     | Pays-Bas             | Brésil               | URSS              | Osaka Prefectural Gymnasium, Osaka, Japon                                                |
| 1991  | Italie     | Cuba                 | URSS                 | Pays-Bas          | Forum di Assago, Assago, Italie                                                          |
| 1992  | Italie     | Cuba                 | États-Unis           | Pays-Bas          | Palasport di Genova, Gênes, Italie                                                       |
| 1993  | Brésil     | Russie               | Italie               | Cuba              | Ginásio Estadual Geraldo José de Almeida, São Paulo, Brésil                              |
| 1994  | Italie     | Cuba                 | Brésil               | Bulgarie          | Forum di Assago, Assago, Italie                                                          |
| 1995  | Italie     | Brésil               | Cuba                 | Russie            | Mineirinho, Belo Horizonte, Brésil Ginásio do Maracanãzinho, Rio de Janeiro, Brésil      |
| 1996  | Pays-Bas   | Italie               | Russie               | Cuba              | Ahoy Rotterdam, Rotterdam, Pays-Bas                                                      |
| 1997  | Italie     | Cuba                 | Russie               | Pays-Bas          | Olimpiisky Indoor Arena, Moscou, Russie                                                  |
| 1998  | Cuba       | Russie               | Pays-Bas             | Italie            | Forum di Assago, Assago, Italie                                                          |
| 1999  | Italie     | Cuba                 | Brésil               | Russie            | Polideportivo Islas Malvinas, Mar del Plata, Argentine                                   |
| 2000  | Italie     | Russie               | Brésil               | RF de Yougoslavie | Ahoy Rotterdam, Rotterdam, Pays-Bas                                                      |
| 2001  | Brésil     | Italie               | Russie               | RF de Yougoslavie | Spodek, Katowice, Pologne                                                                |
| 2002  | Russie     | Brésil               | RF de Yougoslavie    | Italie            | Ginásio de Esportes Geraldo Magalhães, Recife, Brésil Mineirinho, Belo Horizonte, Brésil |
| 2003  | Brésil     | Serbie-et-Monténégro | Italie               | Tchéquie          | Palacio Vistalegre, Madrid, Espagne                                                      |
| 2004  | Brésil     | Italie               | Serbie-et-Monténégro | Bulgarie          | PalaLottomatica, Rome, Italie                                                            |
| 2005  | Brésil     | Serbie-et-Monténégro | Cuba                 | Pologne           | Belgrade Arena, Belgrade, Serbie-et-Monténégro                                           |
| 2006  | Brésil     | France               | Russie               | Bulgarie          | Loujniki Arena, Moscou, Russie                                                           |
| 2007  | Brésil     | Russie               | États-Unis           | Pologne           | Spodek, Katowice, Pologne                                                                |
| 2008  | États-Unis | Serbie               | Russie               | Brésil            | Ginásio do Maracanãzinho, Rio de Janeiro, Brésil                                         |
| 2009  | Brésil     | Serbie               | Russie               | Cuba              | Belgrade Arena, Belgrade, Serbie                                                         |
| 2010  | Brésil     | Russie               | Serbie               | Cuba              | Orfeo Superdomo, Córdoba, Argentine                                                      |
| 2011  | Russie     | Brésil               | Pologne              | Argentine         | Ergo Arena, Gdańsk/Sopot, Pologne                                                        |
| 2012  | Pologne    | États-Unis           | Cuba                 | Bulgarie          | Arena Armeec Sofia, Sofia, Bulgarie                                                      |
| 2013  | Russie     | Brésil               | Italie               | Bulgarie          | Polideportivo Islas Malvinas, Mar del Plata, Argentine                                   |
| 2014  | États-Unis | Brésil               | Italie               | Iran              | Nelson Mandela Forum, Florence, Italie                                                   |
| 2015  | France     | Serbie               | États-Unis           | Pologne           | Ginásio do Maracanãzinho, Rio de Janeiro, Brésil                                         |
| 2016  | Serbie     | Brésil               | France               | Italie            | Tauron Arena Kraków, Cracovie, Pologne                                                   |
| 2017  | France     | Brésil               | Canada               | États-Unis        | Stade Joaquim-Américo-Guimarães, Curitiba, Brésil                                        |

## Tableau des médailles
| Rang  | Nation                      | Or | Argent | Bronze | Total |
| ----- | --------------------------- | -- | ------ | ------ | ----- |
| 1     | Brésil                      | 9  | 7      | 4      | 20    |
| 2     | Italie                      | 8  | 3      | 4      | 15    |
| 3     | URSS Russie                 | 3  | 5      | 7      | 15    |
| 4     | États-Unis                  | 2  | 1      | 3      | 6     |
| 5     | France                      | 2  | 1      | 1      | 4     |
| 6     | Cuba                        | 1  | 5      | 3      | 9     |
| 6     | Serbie Serbie-et-Monténégro | 1  | 5      | 3      | 9     |
| 8     | Pays-Bas                    | 1  | 1      | 1      | 3     |
| 9     | Pologne                     | 1  | 0      | 1      | 2     |
| 10    | Canada                      | 0  | 0      | 1      | 1     |
| Total | Total                       | 28 | 28     | 28     | 84    |

## Meilleur joueur du tournoi par édition
| - 1990 – Andrea Zorzi - 1991 – Andrea Zorzi - 1992 – Lorenzo Bernardi - 1993 – Giovane Gávio - 1994 – Andrea Giani - 1995 – Dmitri Fomine - 1996 – Lorenzo Bernardi - 1997 – Guido Görtzen - 1998 – Osvaldo Hernández - 1999 – Osvaldo Hernández | - 2000 – Andrea Sartoretti - 2001 – Ivan Miljković - 2002 – Ivan Miljković - 2003 – Ivan Miljković - 2004 – Andrea Sartoretti - 2005 – Ivan Miljković - 2006 – Gilberto Godoy Filho - 2007 – Ricardo Garcia - 2008 – Lloy Ball - 2009 – Sérgio Santos | - 2010 – Murilo Endres - 2011 – Maxim Mikhaylov - 2012 – Bartosz Kurek - 2013 – Nikolaï Pavlov - 2014 – Taylor Sander - 2015 – Earvin Ngapeth - 2016 – Marko Ivović - 2017 – Earvin Ngapeth |